# Bolitoglossa phalarosoma
Espèce
Statut de conservation UICN

 DD  : Données insuffisantes
Bolitoglossa phalarosoma est une espèce d'urodèles de la famille des Plethodontidae.

## Répartition
Cette espèce se rencontre :
- en Colombie dans le département d'Antioquia vers1 540 m d'altitude ;
- au Panama dans la province de Darién entre 730 et 960 m d'altitude.

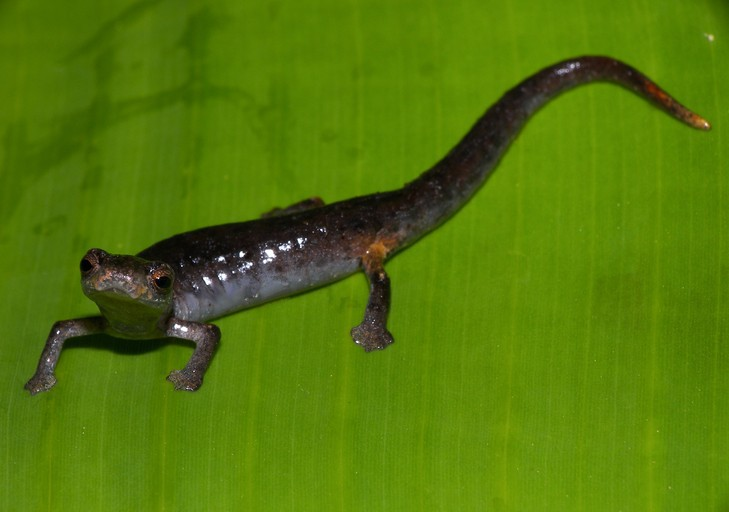
Bolitoglossa phalarosoma

## Étymologie
Le nom spécifique phalarosoma vient du grec phalaros, ayant des taches blanches, et de sỗma, le corps, en référence aux motifs caractéristiques de cette espèce

## Publication originale
- Wake & Brame, 1962 : A new species of salamander from Colombia and the status of Geotriton andicola Posada Arango. Contributions in Science. Natural History Museum of Los Angeles County, no 49, p. 1-8 (texte intégral).